# Rabindranath Salazar Solorio
Rabindranath Salazar Solorio (Jiutepec, Morelos; 2 de junio de 1968) es un político mexicano, miembro del partido Morena. Fue el Coordinador General de Política y Gobierno de la República de 2022 a 2024 y senador por su estado natal de 2012 a 2018.
En diciembre de 2018 fue designado como director general del Banco del Ahorro Nacional y Servicios Financieros (Bansefi), que en julio de 2019 fue reemplazo por el Banco del Bienestar. En junio de 2020 el presidente López Obradaor lo designó subsecretario de Desarrollo Democrático, Participación Social y Asuntos Religiosos, cargo que ocupó hasta junio de 2022.

## Biografía
Era hermano de Radamés Salazar Solorio, quien fue senador de la República en la LXIV Legislatura del Congreso de la Unión en representación del estado de Morelos desde 2018 hasta su fallecimiento en 2021 por el COVID-19.
Salazar Solorio comenzó su militancia en el Partido de la Revolución Democrática (PRD) en 1997. Como miembro del PRD, fue presidente municipal de Jiutepec (2006-2009) y diputado local por la vía plurinominal a la LI Legislatura del Congreso del Estado de Morelos de 2009 a 2012. Fue elegido senador en 2012 como parte de la LXII Legislatura y participó en las comisiones de Relaciones Exteriores, Energía, Comunicaciones y Transportes y Desarrollo Social.
En 2014 anunció su salida del PRD para incorporarse a Morena. Participó en la contienda interna de la coalición «Juntos Haremos Historia» para aspirar a la gubernatura de Morelos, en la cual fue elegido Cuauhtémoc Blanco.
Durante la campaña de 2018 fue designado por Andrés Manuel López Obrador como coordinador de campaña en Puebla, pero también con participación en las entidades federativas de Morelos, Ciudad de México, Tlaxcala, Hidalgo y Guerrero.